# راؤول غونزاليز
راؤول غونزاليز (مواليد 5 يونيو 1967) هو ملاكم كوبي، مثّل بلاده في الألعاب الأولمبية الصيفية 1992.

## روابط خارجية
راؤول غونزاليز على موقع أوليمبيديا (الإنجليزية)